# Tenby
Tenby (walisisk: Dinbych-y-pysgod fiskenes lille fort) er en havneby i Pembrokeshire, Wales, der ligger ud til Carmarthen Bay.
I 2011 havde den 4.696 indbyggere.
Tenby er kendt for sin omkring 5 km lange sandstrand, vandreruten Pembrokeshire Coast Path der går igennem byen, Tenby Castle, de middelalderlige bymure fra 1200-tallet, der inkluderer portbarbican Five Arches, Tenby Museum and Art Gallery, St. Mary's Church fra 1400-tallet og National Trusts Tudor Merchant's House fra 1400-tallet.
Tenby blev erobret af normanerne, da de invaderede Wales i begyndelsen af 1100-tallet.
Byen blev hærget i 1187 og af Llywelyn ap Gruffudd igen i 1260.
Fra byens havn sejler skibe til Caldey Island. St Catherine's Island er en tidevandsø, der også ligger ud for byen, hvorpå Palmerston Fort blev opført i 1800-tallet.
Byen serviceres af Tenby railway station, hvorfra West Wales lines har tog.